# Céline Lebrun
Céline Lebrun, född den 25 augusti 1976 i Paris, Frankrike, är en fransk judoutövare.
Hon tog OS-silver i damernas halv tungvikt i samband med de olympiska judotävlingarna 2000 i Sydney.